# Dwerghoningspeurder
De dwerghoningspeurder (Prodotiscus insignis) is een vogel uit de familie Indicatoridae (honingspeurders).

## Verspreiding en leefgebied
Deze soort komt voor in centraal en westelijk Afrika en telt twee ondersoorten:
- P. i. flavodorsalis: van Sierra Leone tot zuidwestelijk Nigeria.
- P. i. insignis: van zuidoostelijk Nigeria oostelijk tot westelijk Kenia en zuidelijk tot noordelijk Angola.

## Status
De grootte van de populatie is niet gekwantificeerd maar de soort wordt omschreven als wijdverspreid maar nergens algemeen. Op de Rode lijst van de IUCN heeft deze soort de status niet bedreigd.